# Kollas
Se denomina kolla (también denominado como qolla) al conjunto culturalmente sincrético de pueblos indígenas andinos originarios de las provincias del norte de Argentina, principalmente Jujuy, y el oeste de Salta. El proceso de particularización identitaria dio lugar al restablecimiento de la identidad diferenciada de varios pueblos indígenas dentro del conjunto cultural kolla, inicialmente la separación de los diaguitas y atacameños, y más recientemente la diferenciación de los omaguacas, ocloyas, tastiles, tilianes, chichas, toaras y fiscaras, así como de grupos de habla quechua que usan este etnónimo.

## El origen del nombre kolla
El Reino kolla fue el más importante de los reinos aimaras que ocuparon parte de la meseta del Collao en Bolivia y Perú luego del ocaso del estado tiahuanacota, desde al menos fines del siglo XII. Junto a los otros reinos aimaras el Reino colla fue conquistado por el inca Pachacútec hacia 1450. Los incas utilizaron collas como soldados para la expansión de su imperio hacia el sur y a su vez como trabajadores en los nuevos territorios conquistados, particularmente en el actual noroeste argentino. Toda la región sur del Imperio incaico pasó a denominarse Collasuyo, pues los aimaras en conjunto fueron llamados por los incas con el nombre genérico de collas. Finalmente, todos los habitantes del Collasuyo fueron identificados como collas.[cita requerida]
A lo largo de los siglos la palabra colla se restringió a las áreas altiplánicas y al noroeste argentino. En Bolivia la palabra tomó un significado ambiguo y pasó a ser utilizada en el oriente del país para generalizar a los indígenas que habitan o nacieron en el altiplano (región histórica del Collasuyo), en especial a los aimaras, pero afectando en parte a los quechuas y en parte a los chichas. Esta definición ha sido recogida por el Diccionario de la lengua española: 4. m. y f. Bol. Persona que ha nacido o vive en la región occidental de Bolivia. En el occidente del país, sin embargo, la palabra colla no es usada con el mismo sentido que en el oriente, ya que mantuvo su identificación con los aimaras.[cita requerida]

## El origen de la cultura sincrética kolla
Se considera la presencia de población humana desde 12 000 a 10 000 años antes del presente en las áreas andinas del noroeste argentino. Se encuentran vestigios de pueblos cazadores recolectores desde 8500 años AP. Entre 3000 y 2000 años AP existieron ya poblaciones agroalfareras en la región. Entre el 1200 y 1400 la región sufrió extremas sequías lo cual provocó fragmentaciones y guerras interétnicas endémicas que consolidaron núcleos étnicos diferenciados en pequeñas ciudades fortificadas, como los chichas en el área limítrofe de Argentina y Bolivia, los atacameños en la Puna y la quebrada del Toro, los omaguacas en gran parte de la actual Jujuy y norte de Salta, y los diaguitas principalmente de la cultura santamariana en las regiones montanas y pedemontanas de Salta y Catamarca. Durante ese mismo periodo la zona recibió el influjo cultural del horizonte Tiahuanaco, común a los pueblos altiplánicos. Estos grupos étnicos se fragmentaron en numerosos pueblos, entre los cuales se hallaban en el área altiplánica (Puna) los chichas, atacamas, casabindos, cochinocas, lípez, atapamas y uros; en la quebrada de Humahuaca los omaguacas, uquías, tilcaras o fiscaras, purmamarcas y tilianes; y en pedemonte andino: los ocloyas, paypayas, gaypetes, osas, yalas y azamatas.[cita requerida]
Al finalizar ese período y aprovechando la debilidad de las etnias existentes se produjo la irrupción de los incas y la anexión de la mayor parte del área al Imperio incaico entre los años 1440 y 1470 d. C.. El dominio incaico fue breve pero provocó una fuerte transculturación uniformadora a las etnias originarias dejando algunos notorios rastros culturales y la lengua quechua, que se transformó en la lengua franca y comenzó a desplazar a las lenguas locales como el cacán. El culto a los antepasados común en las etnias originarias locales fue remplazado por una religión de Estado que exigía la contribución con los recursos económicos regionales. Se construyó el sistema de caminos denominado Qhapaq Ñan o Camino del inca y se estableció la imposición de la prestación personal entre los sometidos (la mita si la sumisión era relativamente pacífica, o el yanaconazgo para los más rebeldes) acompañado con establecimiento de depósitos como collcas y tambos, la demolición de las fortalezas preincaicas y la construcción de nuevas fortalezas en función a las necesidades imperiales (los pucaras). Se produjo también el desarraigo de etnias que opusieron resistencia tal cual se verifica en el despoblamiento de Tastil, y la deportación de mitimaes (o mitmakunas) desde regiones septentrionales, principalmente chichas, que dieron comienzo al mestizaje étnico y cultural que continuó desde mediados del siglo XVI con la irrupción de los españoles en la región a partir de la Expedición de Almagro a Chile en 1535. Los kollas actuales son descendientes directos de los pueblos que llegaron por esas migraciones forzadas y de los grupos étnicos que poblaban el territorio antes de la invasión incaica.[cita requerida]
La situación regional empeoró para todas las etnias locales durante las enconadas resistencias llamadas guerras calchaquíes (1560-1667), ya que sufrieron una gran merma demográfica en gran medida debido a las enfermedades procedentes de Europa (viruela, sarampión y ciertas cepas gripales) para las cuales los autóctonos carecían de inmunidad. También en parte debido a que a las prestaciones personales impuestas por los incas los españoles sumaron las encomiendas, que se efectuaban con traslados poblacionales que provocaron que el modo de vida andino y la economía de las comunidades quedara profundamente desestructurado y afectado por la extenuación laboral de los nativos. Un nuevo proceso de transculturación fue realizado por los españoles con la generalización del idioma español —desplazando paulatinamente al quechua y a los idiomas locales supervivientes—, la religión católica, el gobierno colonial centralizado y la fundación de las ciudades. Nuevos cultivos fueron introducidos y los pueblos andinos incorporaron la cría de diversos ganados, conformando finalmente una cultura altamente sincrética.[cita requerida]

## El etnónimo kolla
A partir del siglo XIX el etnónimo colla quedó identificado en Argentina con los indígenas de las poblaciones y caseríos de la quebrada de Humahuaca,altiplano, la parte norte de los valles Calchaquíes, la masa mestiza rural de las áreas andinas de Salta, Tucumán y Jujuy, y los inmigrantes bolivianos de origen andino que llegaron en gran número a esas provincias o fueron incorporados a Argentina con la Puna de Atacama en 1899. El término tenía entonces en el norte de Argentina una carga peyorativa para referirse a los jujeños y bolivianos y a quienes tenían rasgos indígenas andinos. Los ajustes limítrofes hicieron que en las primeras décadas del siglo XX diversos territorios habitados por indígenas fueran cedidos por Bolivia a Argentina en el Altiplano de Jujuy, aumentando el número de personas que quedaron identificadas como collas. A lo largo del siglo XX el término colla mantuvo su identificación étnica y social a la vez que su uso peyorativo, hasta que a partir de las últimas décadas de ese siglo a raíz del avance del proceso identitario y organizativo indígena comenzó a utilizarse la palabra kolla como etnónimo. El uso de este etnónimo fue desplazando al de colla o coya, términos que van quedando identificados solo con los usos bolivianos y jujeños.[cita requerida]
A fines del siglo XX y principios del siglo XXI en la unidad cultural kolla surgieron diferenciaciones dentro de un proceso de particularización identitaria que dio origen al restablecimiento de la identidad de varios pueblos indígenas subsumidos en el conjunto cultural kolla.

## Conflictos en el Estado argentino
Entre 1874 y 1879 tuvo lugar una rebelión colla contra los terratenientes que se extendió por la Puna y fue conocida como la Rebelión de Quera. Los collas capitaneados por Laureano Saravia lograron el triunfo en la batalla de Abra de la Cruz contra el gobernador de Jujuy José María Álvarez Prado, pero luego fueron derrotados en la batalla de Quera luego de la llegada de guardias nacionales de Salta.[cita requerida]
Las demandas por la posesión de las tierras en las que viven los kollas comenzaron a ser notadas en la década de 1940 cuando en 1946 unos 150 indígenas puneños realizaron una marcha hacia Buenos Aires que se denominó Malón de la Paz.

## Rasgos culturales
La cultura kolla no es estrictamente indígena sino que mestiza que a pesar de la transculturación sufrida debido a la acción colonizadora y la imposición del cristianismo, aun practican sincréticamente algunos de sus rituales y mantienen otras formas culturales como la minga —antigua forma de cooperación y trabajo solidario—, el sirviñaku —matrimonio a prueba—. Rituales vinculados al culto de la tierra o Pachamama, el Inti Raymi —fiesta del sol el 21 de junio—, señalada o marca de animales, la flechada —bendición de una casa nueva—, apachetas o descanso de viajeros, entierro y desentierro de pukllay o cacharpaya (carnaval), chálla y chállar (beber) y corpachada (dar de comer a la tierra), tinkunaku —topamiento de comadres—, el rutichico —primer corte de cabello de un niño—, la Manca Fiesta en La Quiaca —fiesta de la olla de barro cocido—, topamientos o encuentros de compadrados, musiqueros, parcialidades o comunidades. La religiosidad popular kolla pone un gran énfasis en las fiestas patronales y procesiones católicas, destacando: la Fiesta de la Virgen de la Candelaria en Humahuaca (1 y 2 de febrero), Semana Santa en Tilcara, Toreo de la vincha en Casabindo (Fiesta de la Asunción de María, 14 y 15 de agosto) y el Fiesta de Todos los Santos (1 de noviembre).
El vestido masculino tradicional era una especie de túnica corta, hasta las rodillas, y sin mangas, llamada unku, que tenía unas franjas que lo decoraban en el pecho y en la cintura. Como prenda íntima, llevaban una especie de taparrabos.
Las mujeres usaban una vestimenta que envolvía su cuerpo desde las axilas hasta el tobillo, con una tela rectangular que sujetaban encima de los hombros y la que se ceñían a la cintura mediante una faja adornada, llamada chumbi. De calzado usaban las ojotas.
Sus instrumentos musicales tradicionales como quena, anata, sikus, charango, erke y erkencho, y sus ritmos típicos han ingresado a formar parte de la música folklórica de Argentina, como por ejemplo: el Carnavalito.
El idioma español es la lengua de los kollas actuales, pero se conserva el conocimiento del idioma quechua en los departamentos de Santa Catalina y del extremo oeste de Yavi junto a la frontera sur occidental altiplanica boliviana en áreas que se integraron a Argentina a comienzos del siglo XX. En estas áreas el bilingualismo está en retracción en favor del uso del español.[cita requerida]

## Kollas de Argentina
La mayor concentración de kollas vive en la provincia de Jujuy en las regiones del Altiplano, quebrada de Humahuaca , los valles del piedemonte andino y las yungas. Otro grupo importante vive en la provincia de Salta y como resultado de las emigraciones se encuentran en todas las provincias argentinas.[cita requerida]
La ley nacional n.° 23302 sobre Política Indígena y apoyo a las Comunidades indígenas fue promulgada el 8 de noviembre de 1985 y creó para su aplicación el Instituto Nacional de Asuntos Indígenas (INAI) como entidad descentralizada con participación indígena en el ámbito del Poder Ejecutivo Nacional. Esta ley reconoció la personería jurídica a las comunidades indígenas radicadas en el país, para lo cual estableció el Registro Nacional de Comunidades Indígenas (RENACI). A partir de entonces las comunidades kollas comenzaron a organizarse legalmente y acentuaron los procesos de rescate de sus identidades culturales.[cita requerida]
La Encuesta Complementaria de Pueblos Indígenas (ECPI) 2004-2005, que complementó los resultados obtenidos en el Censo Nacional de Población 2001 determinó que 70 505 personas se reconocieron pertenecientes al pueblo kolla o descienden en primera generación de kollas, de los cuales 53 106 corresponden a las provincias de Jujuy y Salta y 10 829 a emigrados a la ciudad de Buenos Aires y al Gran Buenos Aires. La encuesta mostró también que se diferenciaron del conjunto kolla 3044 atacamas, 1553 omaguacas y 178 maimaraes, junto con cantidades no significativas tilcaras y tilianes. Se diferenciaron también 4104 aimaras, y 6739 quechuas. Un 37,7% de los kollas residía en centros urbanos.
El censo poblacional de 2010 dio como resultado que se reconocieron como kollas: 385 en la provincia de Catamarca, 97 631 kollas y 771 maimarás en Jujuy, 200 en La Rioja, 17 145 en Salta, 647 en Tucumán, 280 en Chubut, 440 en Neuquén, 307 en Río Negro, 501 en Santa Cruz, 366 en Tierra del Fuego, 3272 en la ciudad de Buenos Aires, 6675 en el Gran Buenos Aires, 1638 en Córdoba, 191 en La Pampa, 1871 en Mendoza.
El proceso de otorgamiento de personería jurídica a las comunidades encontró muchas dificultades, por lo que para el 13 de abril de 2012 solo estaban inscriptas en el RENACI 29 comunidades kollas y 1 kolla-guaraní de la provincia de Salta, 2 kollas y 1 ocloya de la provincia de Jujuy, 1 kolla-atacameña de la provincia de Catamarca y 1 kolla de la provincia de Buenos Aires. Sin embargo, estaban de hecho constituidas 164 comunidades kollas en Jujuy, 113 de ellas en el altiplano, 83 en la quebrada de Humahuaca, 8 en el Ramal y 7 en los valles. Para entonces, como parte de procesos de recuperación de identidad cultural, las fracciones locales del conjunto kolla de Jujuy que se habían constituido y reconocido como pueblos distintos eran: omaguacas, atacamas, ocloyas, aymaras y toaras, y en la provincia de Salta el pueblo tastil constituido en 2000. En 2012 se constituyó el pueblo tilcara (o fiscara), y posteriormente se organizaron comunidades chichas y quechuas en Jujuy al margen del pueblo kolla.[cita requerida]
En 2011 en la provincia de Jujuy había 164 comunidades del pueblo kolla, 44 del pueblo omaguaca, 10 del pueblo atacama, 5 del pueblo ocloya, 4 del pueblo tilián, una del pueblo toara y una del pueblo kolla guaraní. En 2015 se identificaban como kollas 148 comunidades en la provincia de Jujuy, luego de que un grupo de ellas pasara a identificarse como pueblo quechua. El INAI identificó a 256 comunidades kollas.
Comunidades kollas con personería jurídica registrada en el Registro Nacional de Comunidades Indígenas (Renaci):
Provincia de Salta
- Departamento de Iruya:
  - Comunidad Indígena del Pueblo Kolla Finca Santiago (el 28 de febrero de 1997)
  - Centro Kolla Unidos de Abra del Sauce y Rodeo Colorado (el 4 de octubre de 1999)
  - Comunidad Aborigen del Distrito de Valle Delgado (el 28 de septiembre de 2000)
  - Comunidad Aborigen La Mesada Grande (el 30 de agosto de 2001)
  - Comunidad Aborigen de Las Capillas (el 17 de marzo de 2003)
  - Comunidad Kolla Aborigen de San Pedro (el 26 de julio de 2004)
  - Comunidad Kolla Aborigen Finca Uchuyoc-Matancillas (el 6 de julio de 2005)
  - Comunidad Aborigen Kolla de Finca Tipayoc (el 2 de marzo de 2009)
  - Comunidad Aborigen de Campo Luján (el 28 de septiembre de 2000) (inscripta como colla)
  - Comunidad de Vizcarra (el 24 de julio de 2002) (inscripta como coya)
- Departamento de Orán:
  - Comunidad Indígena del Pueblo Kolla Tinkunaku (el 26 de septiembre de 1997)
- Departamento Santa Victoria:
  - Asociación de Comunidades Aborígenes de Nazareno (el 30 de diciembre de 1998)
  - Comunidad Aborigen San Francisco de Tuctuca (el 22 de diciembre de 1998)
  - Comunidad Aborigen San Felipe (el 22 de diciembre de 1998)
  - Comunidad Aborigen de Santa Cruz del Aguilar (el 15 de septiembre de 1999)
  - Comunidad del Rodeo Lizoite del Carmen (el 28 de septiembre de 2000)
  - Comunidad Indígenas del Pueblo Kolla de Papachacra, Falda, Pucallpa y Mezon (el 28 de septiembre de 2000)
  - Comunidad Aborigen Rodeo San Marcos Luján La Huerta (el 16 de octubre de 2001)
  - Comunidad Aborigen de San José de Aguilar (el 26 de julio de 2002)
  - Comunidad Aborigen de Hornillos (el 24 de febrero de 2009)
  - Comunidad Indígena Tata Inti de Campo La Paz (el 2 de marzo de 2009)
  - Comunidad Aborigen de Trigo Huayco (el 28 de septiembre de 2000) (inscripta como colla)
  - Comunidad Aborigen Colla de Santa Cruz (el 12 de diciembre de 2000) (inscripta como colla)
  - Comunidad Aborigen de Punco Vizcana (el 26 de septiembre de 2001) (inscripta como colla)
  - Comunidad de Pucara San Roque (el 27 de septiembre de 2001) (inscripta como coya)
  - Comunidad Aborigen de Mecoyita Centro Condor Huasi (el 24 de julio de 2002) (inscripta como coya)
  - Comunidad de la Etnia Coya de Abra de Santa Cruz (el 28 de febrero de 2002)
- Departamento Rosario de Lerma:
  - Comunidad Indígena Kolla El Toro (en el municipio de Rosario de Lerma, el 4 de octubre de 1999)
- Departamento de Los Andes:
  - Comunidad Kolla El Desierto (en el municipio de San Antonio de los Cobres, el 6 de diciembre de 2002)

Provincia de Jujuy
- Departamento de Yavi:
  - Comunidad Indígena Cara-Cara (el 14 de septiembre de 2000)
- Departamento Doctor Manuel Belgrano:
  - Comunidad Aborigen de Guerrero (el 16 de septiembre de 2008)

Provincia de Buenos Aires
- Partido de Almirante Brown:
  - Comunidad Kolla Guaguajni Jallpa (el 1 de diciembre de 2008)

Provincia de Salta(pueblos kolla y guaraní)
- Departamento de Orán:
  - Comunidad Indígena Kolla-Guaraní Río Blanco Banda Norte (el 1 de julio de 2004)

Provincia de Catamarca(pueblos kolla y atacameño)
- departamento Antofagasta de la Sierra:
  - Comunidad Indígena de Antofalla (el 4 de mayo de 2007)

La provincia de Salta reconoció la personería jurídica en el orden provincial a comunidades kollas adicionales.
- En el departamento General José de San Martín:
  - Municipio de Salvador Mazza: Comunidad Indígena Churqui Pampa (el 11 de febrero de 2011).
  - Municipio de Tartagal: Comunidad Indígena Vitiche (el 6 de mayo de 2005).
- En el departamento Santa Victoria:
  - Municipio de Los Toldos: Centro Comunitario de Los Toldos-CCT (el 27 de noviembre de 2000), Comunidad Aborigen de El Condado y La Misión (el 30 de octubre de 2001), Comunidad Originaria del Arazay (el 11 de septiembre de 2009).
  - Municipio de Nazareno: Comunidad de Poscaya (el 14 de agosto de 2001), Comunidad Aborigen de El Molino, Campo Grande y Río Blanco (el 8 de agosto de 2001), Comunidad Aborigen de Kelloticar y El Milagro (el 14 de agosto de 2001), Comunidad Aborigen San Francisco Paraje Los Sauces (el 12 de agosto de 2011), Comunidad Aborigen de Cuesta Azul (el 12 de agosto de 2011), Comunidad Kolla de San Marcos (el 12 de agosto de 2011), Comunidad kolla de Nazareno (el 12 de agosto de 2011),
  - Municipio de Santa Victoria Oeste: Comunidad Aborigen de San Felipe (el 12 de febrero de 2002), Comunidad Aborigen de Vizcachani (el 30 de octubre de 2001), Comunidad Aborigen de El Puesto (el 28 de enero de 2002).
- En el departamento de Iruya:
  - Municipio de Iruya: Centro Vecinal de Colanzuli (el 27 de octubre de 1988), Centro Comunitario Finca San José (el 30 de enero de 2001), Centro Aborigen Finca Corpus Niok (el 9 de abril de 2001), Comunidad Aborigen de Finca Santa Rosa y Arpero (el 2 de mayo de 2001), Comunidad Aborigen de San Juan (el 21 de julio de 2004), Comunidad Indígena Kolla La Banda (el 8 de julio de 2009), Comunidad Aborigen de Pinal Cañas (el 5 de mayo de 2011), Comunidad Aborigen de Monoyoc (el 5 de mayo de 2011), Centro Comunitario Finca Potrero (el 23 de enero de 1991), Comunidad Aborigen de El Alisal del Porongal-Iruya (el 4 de abril de 2005), Comunidad Aborigen de Pueblo Viejo-Iruya (en 2013), Comunidad Indígena Finca Rosario-Iruya (en 2013).
  - Municipio de Isla de Cañas: Comunidad de Cortaderas (el 10 de mayo de 1993), Comunidad de Isla de Cañas (el 13 de julio de 1993).
- En el departamento de Orán:
  - Municipio de San Ramón de la Nueva Orán: Comunidad Kolla Tantakunachac (el 24 de octubre de 2002), Comunidad Kolla de Los Naranjos (el 30 de enero de 2003), Comunidad Kolla de San Andrés (el 30 de enero de 2003), Centro Comunitario del Aborigen Kolla (el 25 de noviembre de 2003), Comunidad Indígena Coya 30 de Octubre del Barrio 200 Viviendas (el 18 de agosto de 2004), Comunidad Aborigen-Las Juntas (20 de diciembre de 2006), Comunidad Kolla Finca San Ignacio (el 8 de julio de 2009), Comunidad Kolla de la Isla de Río Pescado (el 8 de abril de 2013).
- En el departamento La Poma:
  - Municipio de La Poma: Comunidad Aborigen San José de Esquina (el 19 de mayo de 2003).
- En el departamento de Los Andes:
  - Municipio de Tolar Grande: Comunidad Aborigen Kolla de Tolar Grande (el 22 de julio de 2002).
  - Municipio de San Antonio de los Cobres: Comunidad Indígenas Kollas Unidos (el 30 de diciembre de 2002), Comunidad Aborigen de Hurcuro (el 8 de julio de 2009), Comunidad Kolla del Salar de Pocitos (el 11 de septiembre de 2009), Comunidad Quewar-Etnia Kolla (el 11 de septiembre de 2009), Comunidad Andina de Santa Rosa de los Pastos Grandes (el 13 de julio de 2010).
- En el departamento Rosario de Lerma:
  - Municipio de Campo Quijano: Comunidad Pacha Inti (el 8 de octubre de 2013), Comunidad Kolla Cachiñal-Incahuasi (el 11 de septiembre de 2009).
- En el departamento de La Caldera:
  - Municipio de Vaqueros: Comunidad Kondorwaira (el 11 de septiembre de 2009).

Desde 2004 el pueblo kolla de Jujuy cuenta con representantes en el Consejo de Participación Indígena (CPI) del INAI. En 2008 y 2011 fueron elegidos 4 representantes en dos asambleas regionales. El 16 y el 22 de diciembre de 2017 fueron realizadas dos asambleas en Jujuy para elegir a 6 representantes en el CPI. Las 158 comunidades kollas de Jujuy están agrupadas en dos regiones: región Puna y región Valle y Quebrada.

## Kollas de Chile

Bandera utilizada por algunas comunidades kollas en Chile.

En Chile los kollas se hallan en la región de Atacama entre la quebrada Juncal por el norte y el río Copiapó por el sur. Se agrupan en 9 comunidades:
- Comunidad Quebrada de Paipote, en la comuna de Copiapó de la provincia de Copiapó.
- Comunidad Potrerillos, en la comuna de Diego de Almagro próxima a las minas de Potrerillos y El Salvador en la provincia de Chañaral.
- Comunidad Río Jorquera, en la comuna de Tierra Amarilla de la provincia de Copiapó.
- Comunidad de Vallas Lomas (Waira Manta Tuj'sí), en la comuna de Tierra Amarilla de la provincia de Copiapó.
- Comunidad de Pastos Grandes, quebrada Paipote
- Comunidad Sol Naciente de Pastos Grandes, quebrada Paipote
- Comunidad de Sinchi Waira, San Andrés, Quebrada Paipote
- Comunidad de Waira Manta Tuj'sí en la comuna de Tierra Amarilla.
- Comunidad Tata Inti en Los Loros
- Comunidad Geocultuxial en Diego de Almagro.
- Comunidad de Paipote en Estación Paipote.
- Comunidad India Flora Normilla, sector Piedra Colgada
- Comunidad Monte Amargo, sector Monte Amargo
- Comunidad Inti Wañuy,en la comuna de Caldera.

A finales del siglo XIX (principiando a fines de la década de 1870), en tiempos de la guerra del Pacífico, se produjo una migración de kollas hacia algunos valles cordilleranos chilenos de la provincia de Atacama, como el área de la cordillera de Chañaral y Copiapó. Mayormente provenían de la provincia de Catamarca en Argentina (valles de Tinogasta y Fiambalá) y de áreas de la Puna de Atacama boliviana que en 1899 se incorporaron a Argentina (salar de Antofalla, Antofagasta de la Sierra y Santa Rosa de los Pastos Grandes). Los propios kollas alegan que la zona había sido poblada por la emigración kolla de finales del Imperio Tiahuanaco en el siglo X, y durante todo el siglo XIX el área de la quebrada de Agua Dulce fue frecuentada por indígenas provenientes del valle de Santa María y de la Puna de Atacama. Sin embargo, la población actual es descendiente casi exclusivamente de los emigrados de fines del siglo XIX, quienes en general buscaron integrarse en actividades mineras. A ellos se sumaron aportes menores de atacameños y diaguitas, las familias descendientes del antiguo pueblo de indios de San Fernando de Copiapó y algunos mestizos. Los migrantes ocuparon para su actividad trashumante tierras abandonadas de varias haciendas de la zona, que con el auge de la actividad minera en el siglo XX fueron reclamadas por sus dueños entrando en conflicto con los kollas, muchos de los cuales retornaron a Argentina. 
Luego de la guerra del Pacífico los indígenas kollas fueron en Chile en general discriminados, invisibilizados e identificados con lo boliviano y su existencia no fue reconocida por el Estado. En la década de 1980 algunos kollas se instalaron en Copiapó y otras ciudades abandonando la ganadería. En la década de 1990 los kollas comenzaron a afirmar el uso del etnónimo y se formaron las primeras comunidades. El 5 de octubre de 1993 fue sancionada la ley n.° 19253 que reconoció la existencia del pueblo kolla y de otras etnias indígenas de Chile, permitiendo la organización de comunidades indígenas con posesión de tierras propias. En 1995 fueron constituidas legalmente las comunidades de Potrerillos, Quebrada Paipote y Río Jorquera, desde las cuales se inició el proceso de rescate de la identidad del pueblo kolla. En 1998 la comunidad de Quebrada Paipote dio origen a las de Pastos Grandes y Sinchi Waira. Posteriormente se formaron las comunidades Waira Manta Tuj'sí en Tierra Amarilla (2001), Pacha Churi Kai en Los Loros (2002), Geocultuxial en Diego de Almagro (2002) y Paipote en Estación Paipote (2002).
En Chile, según el censo de 2002, existen 3198 kollas. En el marco de la Convención Constitucional de 2021, se contempló un cupo para el pueblo originario kolla, siendo electa como su representante Isabel Godoy.